# Сингапур
Сингапу́р (малайск. Singapura, кит. упр. 新加坡, пиньинь Xīnjiāpō, палл. Синьцзяпо, там. சிங்கப்பூர் Ciŋkappūr, англ. Singapore), официальное название — Респу́блика Сингапу́р — город-государство, расположенный на островах в Юго-Восточной Азии, отделённых от южной оконечности Малаккского полуострова узким Джохорским проливом. Граничит с штатом Малайзии Джохор, и с провинцией Индонезии Острова Риау. Площадь Сингапура составляет 735,6 км² (на июнь 2024 года), и она постепенно увеличивается благодаря программе намыва территории, действующей с 1960-х годов. В настоящее время государство Сингапур состоит из 63 островов. Самые крупные из них — Сингапур (главный остров), Убин, Сентоса и другие. Высшая точка — холм Букит-Тимах (163,3 м).
Современная эпоха Сингапура началась в 1819 году, когда он был основан как торговый центр Британской империи, что и привело к образованию Стрейтс-Сетлментс. Сингапур получил самоуправление в 1959 году, а в 1963 году стал частью новой Малайской Федерации. Идеологические разногласия и результаты всеобщих выборов 1964 года привели к исключению Сингапура из федерации; в результате, Сингапур стал независимым суверенным государством в 1965 году, и несмотря на нехватку природных ресурсов, страна быстро развивалась и стала одним из четырех азиатских тигров. Будучи высокоразвитой страной, Сингапур имеет один из самых высоких показателей ВВП (ППС) на душу населения и является единственной страной в Азии, имеющая кредитный рейтинг ААА от всех основных рейтинговых агентств. Сингапур также крупный узел авиационный и морской, финансовый центр, офшорная зона, и он неизменно считается одним из самых дорогих городов.
Город-государство Сингапур занимает высокие позиции по ключевым социальным показателям: образованию, здравоохранению, качеству жизни, личной безопасности, инфраструктуре и жилью, где доля домовладельцев составляет 88%. У сингапурцев одна из самых высоких в мире продолжительности жизни, высокая скорость Интернета, низкий уровень младенческой смертности и низкий уровень коррупции. Сингапур также занимает третье место по плотности населения среди всех стран и считается вторым по безопасности городом на Земле после Токио. Учитывая многокультурное население и культурную самобытность основных этнических групп в стране, в Сингапуре четыре официальных языка: малайский, севернокитайский, тамильский и английский. Английский является общепринятым языком, который используется исключительно во многих государственных услугах. Мультикультурализм закреплен в конституции и продолжает определять национальную политику.
Форма правления Сингапура парламентская республика, и его правовая система основана на общем праве. Сингапур, один из пяти членов-основателей АСЕАН, также является штаб-квартирой Секретариата АТЭС. Сингапур также является членом ООН, ВТО, ВАС, Движения неприсоединения и Содружества Наций.

## Этимология
Название Сингапур произошло от малайск. singa синга («лев»), заимствованного от санскр. सिंह (siṃhá [sin.ɦɐ́] «лев»), и санскритского पुर (pura «город»), то есть «город льва», или «львиный город». Согласно малайской легенде, в этом месте её герои встретили льва.

## История
Первые упоминания о Сингапуре имеются в китайских хрониках III века. Остров был оплотом империи Шривиджая, с центром на Суматре, и носил яванское имя Тумасик. Тумасик какое-то время был важным торговым центром, но потом пришёл в упадок. О нём сохранилось очень мало свидетельств, кроме отдельных археологических находок.
В XV—XVI вв. Сингапур входил в состав султаната Джохор. Во время Голландско-португальской войны 1617 года Сингапур был атакован португальскими войсками.

### Британская колонизация
Британский генерал-губернатор Бенкулена Стэмфорд Раффлз приехал в Сингапур 28 января 1819 года и вскоре увидел в острове потенциал для возведения нового порта. Формально, в то время островом владел султанат Джохор, контролировавшийся голландцами и бугийцами и не хотевший иметь связей с англичанами. Тем не менее его чиновники были больше лояльны к старшему брату султана, претендовавшему на его трон. Раффлз знал это и, не имея на то никаких полномочий, объявил его законным султаном и предложил оклад в размере 3000—5000 фунтов стерлингов. Взамен новый султан предоставил британцам торговую площадку в Сингапуре и право управлять островом. Формальный договор был подписан 6 февраля 1819. Так зародился современный Сингапур.
Перед приездом Раффлза остров населяло всего лишь около 1000 местных малайцев и небольшая община китайцев. К 1860 году население Сингапура быстро разрослось до 80 000 при доминировании китайской общины. Многие из ранних переселенцев приезжали работать на плантации перца и гамбира. Позже, в 1890 годах, когда была создана каучуковая промышленность, остров стал центром производства и экспорта каучука и олова.
В 1867 году Сингапур стал колонией Великобритании, англичане придавали Сингапуру большое значение как важному опорному пункту на пути в Китай.
Во время Второй мировой войны Японская империя заняла Малайю и выиграла битву за Сингапур, несмотря на значительное превосходство британцев в живой силе (это было результатом стратегического просчёта — британцы ожидали нападения японцев с моря, а те прошли через всю Малайю по суше и атаковали Сингапур с менее укреплённой стороны). 15 февраля 1942 Сингапур был оккупирован Японией вплоть до её поражения в сентябре 1945 года.
С 1951 года Сингапур стал самоуправляемым государством в составе Британской империи, а после выборов 1959 года должность премьер-министра занял Ли Куан Ю.

### Обретение независимости
В 1963 году в результате референдума Сингапур вошёл в Федерацию Малайзия вместе с государством Малайская Федерация и бывшими британскими колониями Северное Борнео и Саравак.
7 августа 1965 года в результате конфликта Сингапур вышел из Федерации Малайзия и 9 августа 1965 года провозгласил независимость. Выход Сингапура оказался относительно безболезненным, поскольку руководство Федерации считало, что его пребывание в составе Малайзии сильно нарушает этнический баланс в пользу китайского населения.

### Модернизация 1965—1990
В момент обретения независимости Сингапур представлял собой маленькую бедную страну, которой приходилось импортировать даже пресную воду и строительный песок. Соседние страны были настроены недружелюбно, а треть населения симпатизировала коммунистам. Себя и своих соратников Ли Куан Ю характеризовал как «группу буржуазных, получивших английское образование лидеров».
Стратегия экономического развития правительством Ли Куан Ю строилась на превращении Сингапура в финансовый и торговый центр Юго-Восточной Азии, а также на привлечении иностранных инвесторов. «Мы приветствовали каждого инвестора… Мы просто из шкуры вон лезли, чтобы помочь ему начать производство», — писал Ли Куан Ю. Руководство страны придавало большое значение завоеванию доверия инвесторов. Например, во время нефтяного кризиса 1973 года Ли Куан Ю лично уведомил представителей нефтяных корпораций, что Сингапур (в отличие от многих других стран) никак не будет ограничивать оборот нефти и топлива на складах и тем более их экспроприировать. За каждой крупной компанией, проявлявшей интерес к Сингапуру, закреплялся специальный правительственный чиновник, который «работал с ней день и ночь, немедленно предоставляя любую информацию, в которой те нуждались, и не отставал от них до тех пор, пока они всё-таки не соглашались посетить Сингапур». В результате целенаправленной политики «американские транснациональные корпорации заложили фундамент масштабной высокотехнологичной промышленности Сингапура», и это небольшое государство стало, в частности, крупным производителем электроники. При этом «американские компании по производству электроники создали так много рабочих мест, что безработица больше не являлась проблемой».

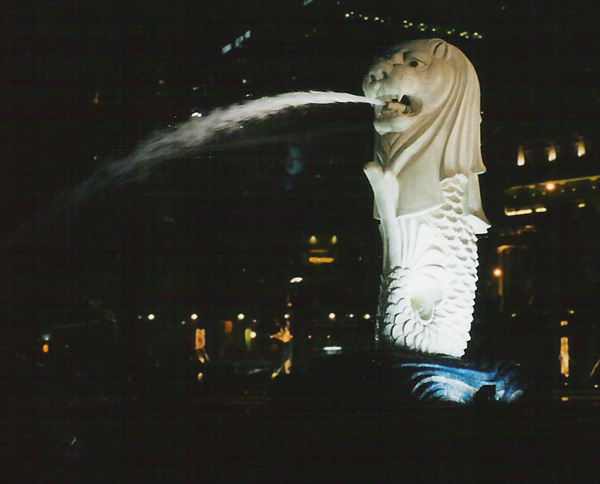
Символ Сингапура — мифический персонаж Мерлайон («полурыба-полулев»)

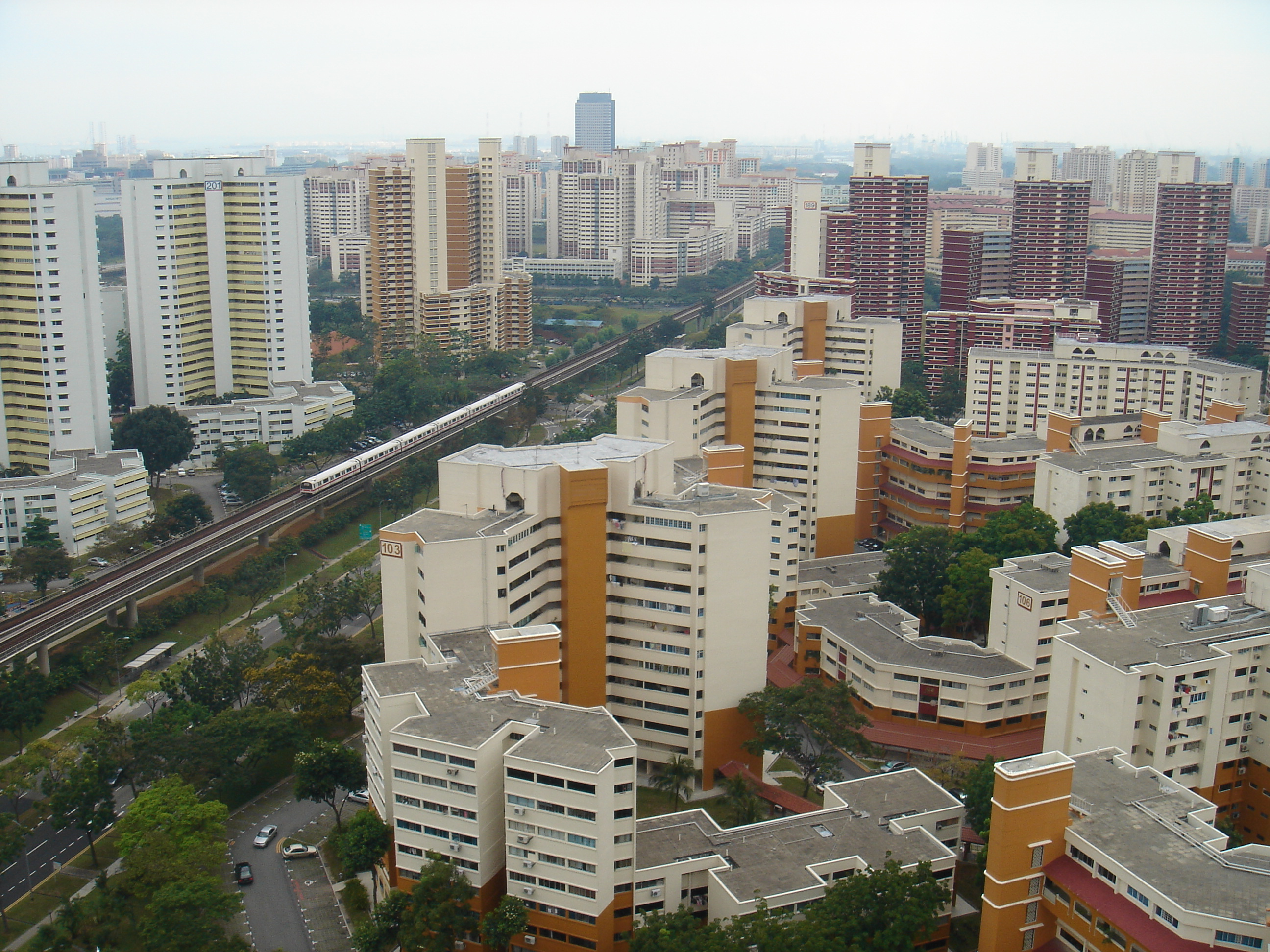
Район Букит-Баток

Одновременно были отменены таможенные пошлины, что привело к банкротству неэффективных предприятий по производству автомобилей, холодильников и телевизоров. Когда Ли Куан Ю спросил финансового директора компании «Мерседес», как долго Сингапуру придётся сохранять протекционистскую пошлину для поддержки местного автосборочного завода, то получил ответ «всегда». «Мы без колебаний отменили пошлины и позволили заводу обанкротиться», — написал Ли Куан Ю в своих воспоминаниях.
При обретении независимости Сингапур страдал от высокой коррупции. Ли Куан Ю так характеризовал положение: «Коррупция является одной из черт азиатского образа жизни. Люди открыто принимали вознаграждение, это являлось частью их жизни». Борьба с коррупцией началась «путём упрощения процедур принятия решений и удаления всякой двусмысленности в законах в результате издания ясных и простых правил, вплоть до отмены разрешений и лицензирования». Были резко подняты зарплаты судей, на судейские должности были привлечены «лучшие частные адвокаты». Зарплата сингапурского судьи достигла нескольких сот тысяч долларов в год (в 1990-е годы — свыше 1 млн долл.). Были жёстко подавлены триады (организованные преступные группировки). Личный состав полиции был заменён с преимущественно малайцев на преимущественно китайцев (этот процесс сопровождался эксцессами, и Ли Куан Ю лично приезжал в расположение взбунтовавшихся малайских полицейских для ведения переговоров). Госслужащим, занимающим ответственные посты, были подняты зарплаты до уровня, характерного для топ-менеджеров частных корпораций. Был создан независимый орган с целью борьбы с коррупцией в высших эшелонах власти (расследования были инициированы даже против близких родственников Ли Куан Ю). Ряд министров и высших чиновников, уличённых в коррупции, либо были приговорены к различным срокам заключения, либо покончили жизнь самоубийством, либо бежали из страны. Среди них были и давние соратники Ли Куан Ю, например, министр охраны окружающей среды Ви Тун Бун. В итоге Сингапур (в соответствии с международными рейтингами) стал одним из наименее коррумпированных государств мира.
Ли Куан Ю в своих воспоминаниях подчёркивал, что он постоянно насаждал принцип верховенства закона и равенство всех перед законом, включая высших чиновников и своих родственников. Законодательная система страны была унаследована от английского колониального правления.

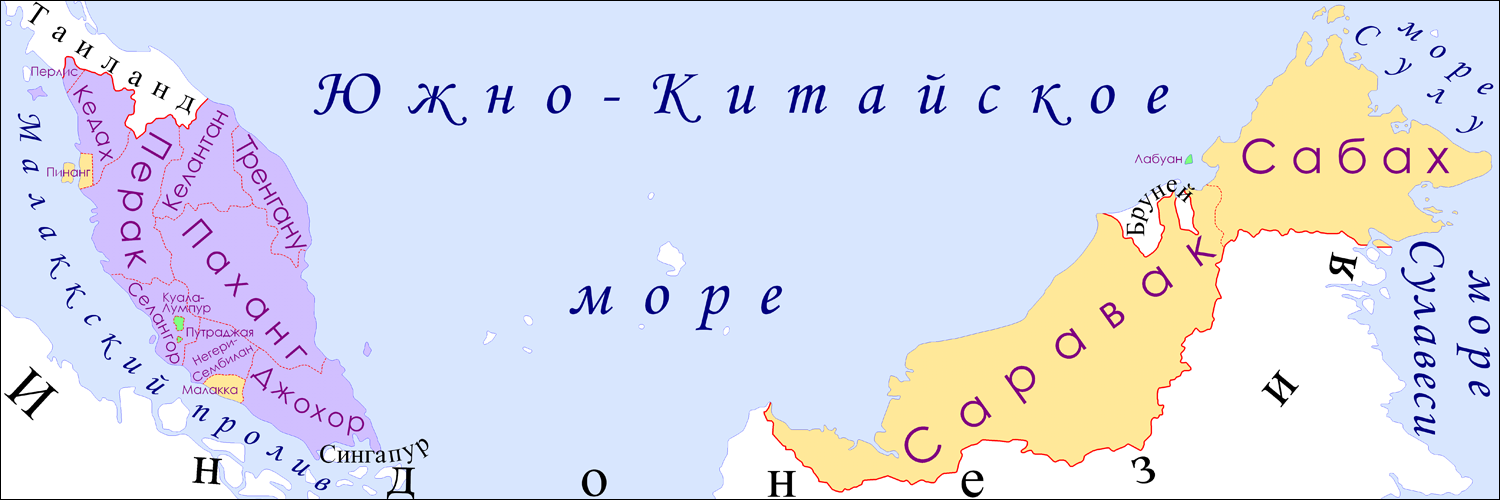
Исторически сложившееся деление Федерации Малайзия, в которую Сингапур входил в 1963—1965 годах

В 1960—1970-е годы была реформирована система образования. В Сингапуре имелось множество различных национальных школ, которые получили единые минимальные стандарты. Английский язык стал обязательным для изучения во всех школах, вузы были переведены на преподавание на английском языке. Правительство тратило крупные суммы на обучение сингапурских студентов в лучших университетах мира.
Правительство придавало большое значение тому, чтобы сделать большинство населения собственниками жилья. В 1960-е годы была создана система ипотечного кредитования, резко выросло жилищное строительство, и к 1996 году лишь 9 % квартир сдавались внаём, а остальные были заняты собственниками. Этому помогает также налог на недвижимость, который составляет 3,7 % от потенциальной цены аренды для проживающего собственника и 10 % — для недвижимости, сдающейся в аренду.
С 1965 по 1990 годы подушевой уровень ВВП в стране вырос с 400 до 12,2 тыс. $, а в следующее десятилетие Сингапур вошёл в десятку самых богатых государств мира. Произошедшие перемены вошли в историю как «сингапурское экономическое чудо».

### После 1990 года
В 1990 году Ли Куан Ю покинул пост премьер-министра. Экономика страны продолжала развиваться ускоренными темпами, а величина ВВП на душу населения в начале 2000-х годов превысила соответствующий показатель США.
10 августа 2004 года 63-летний премьер-министр Сингапура Го Чок Тонг, занимавший этот пост 14 лет, подал официальное прошение об отставке президенту республики С. Р. Натану. Правительство возглавил 52-летний Ли Сяньлун — старший сын Ли Куан Ю, занявший также и пост министра финансов. Сам 80-летний Ли Куан Ю, занимавший должность старшего министра после своего ухода из власти, получил статус советника правительства (занимал до 2011 года).
В 2004 году супруга Ли Сяньлуна Хо Чин заняла должность исполнительного директора крупнейшего государственного холдинга Temasek, что неоднократно подвергалось критике. В 2021 году она ушла в отставку.
Правящая партия «Народное действие» (ПНД) на выборах 1991 года получила 61 % голосов, что стало наихудшим результатом за её историю. Но в 2006 году за неё проголосовали 67 % избирателей, в 2015 году — 70 %. В 2020 году партия набрала 61 % после того, как несколько высокопоставленных членов покинули её, заявив, что ПНД «сбилась с пути» с точки зрения прозрачности, независимости и подотчётности, отклонившись от основополагающих принципов своих отцов-основателей.
В апреле 2022 года Ли Сяньлун объявил, что министр финансов Лоуренс Вонг будет следующим премьер-министром Сингапура, поскольку он был выбран преемником другими членами правительства.

## Внешняя политика Сингапура
Сингапур поддерживает дипломатические отношения с 186 странами мира, хотя во многих из них нет его посольств. Является членом ООН, Британского Содружества, АСЕАН и Движения неприсоединения.
Наиболее важными являются отношения с Индонезией и Малайзией, несмотря на трудное отделение от второй и индонезийско-малайзийскую конфронтацию 1963—1966 годов, где Индонезия выступала против создания Малайзии.
Сингапур имеет хорошие отношения с Великобританией, с которой заключил Пять оборонительных договоров (также с Малайзией, Австралией и Новой Зеландией). Хорошие отношения поддерживаются и с Соединёнными Штатами Америки: США рассматриваются как стабилизирующая сила в противовес региональным державам.
Сингапур является сторонником концепции юго-восточноазиатского регионализма и играет активную роль в АСЕАН как основатель этой организации. Является членом форума Азиатско-Тихоокеанское экономическое сотрудничество (АТЭС), Секретариат которого находится в Сингапуре.
Как полноправный участник Организации Объединённых Наций, Сингапур был временным членом в Совете Безопасности в 2001—2002 годах. Участвовал в миротворческих операциях ООН и был наблюдателем в Кувейте, Анголе, Намибии, Камбодже и Восточном Тиморе.
Лидеры Сингапура придерживаются реалистических взглядов на внешнюю политику, они воспринимают мир по Гоббсу, признавая право сильного. Политику отличает оборонительное положение (в соответствии с географическим положением), недоверие со стороны Малайзии и Индонезии по историческим причинам и восприятие Сингапура «маленьким красным пятном в море зелени», по словам президента Индонезии, Бухаруддина Юсуфа Хабиби.
Первым министром иностранных дел Сингапура был Синнатамби Раджаратнам, и внешняя политика государства до сих пор следует его заветам. Раджаратнам изначально формировал курс, беря в расчёт «джунгли международной политики» и был сторонником осторожности из-за наличия постоянных внешних врагов. В 1966 году Раджаратнам видел задачу в том, чтобы обеспечить стране выживание, мир и стабильное процветание в регионе, переживающем взаимную подозрительность между государствами, внутреннюю нестабильность, экономическую дезинтеграцию и конфликты между большими державами.
Согласно этому мировоззрению, внешняя политика Сингапура нацелена на поддержание дружественных отношений со всеми государствами, особенно с Малайзией, Индонезией, странами АСЕАН, а также должна гарантировать, что никакие меры не будут нагнетать напряжённость у властей соседних стран. В 1972 году Раджаратнам предполагал, что мир является тылом Сингапура — то есть интеграция в мировую экономику улучшит положение Сингапура и увеличит его запасы природных ресурсов, которых крайне мало.
Таким образом, Раджарантам верил, что поддержание баланса сил является приоритетным, в противовес превращению Сингапура в фактического вассала более крупных держав, и станет основой для становления свободной независимой внешней политики. Интересы великих держав в Сингапуре также будут удерживать региональные государства от вмешательства в свободу действий на мировой арене.

### Отношения с международными организациями
Является одним из основателей АСЕАН. Секретариат АТЭС (главный орган организации) находится в Сингапуре и являлся принимающей стороной этого форума в 2009 году.

### Отношения со странами АТР
Представительства Сингапура находятся в Брунее, Камбодже, КНР, Индии, Израиле, Японии, Южной Корее, Лаосе, Малайзии, Мьянме, Филиппинах, Саудовской Аравии, Таиланде и Вьетнаме. В посольстве Северной Кореи в Сингапуре работают сингапурцы.

### Отношения с КНР
Основная статья: Китайско-сингапурские отношения
Связи между двумя странами появились задолго до образования Китайской Народной Республики в октябре 1949 года. Китайские мигранты, спасаясь от бедности и войн, с давних пор бежали в Сингапур (который тогда был частью Малайи). Многие сингапурские китайцы имеют корни в Фуцзяне, Гуандуне и Хайнане.
Дипломатические отношения между двумя государствами официально начались 3 октября 1990 года. Сингапур был последним государством в Юго-Восточной Азии, которое официально признало КНР из уважения к Индонезии и боязни коммунистических стран в то время. Он до сих пор поддерживает военное сотрудничество с Китайской республикой (Тайвань) по соглашению 1975 года по причине недостатка места для учений в самом государстве. В ответ Китай предложил переместить сингапурские тренировочные полигоны с Тайваня на Хайнань.
Сингапур является девятым по величине партнёром Китая, а КНР — третьим для Сингапура, 10 % всего торгового оборота последнего происходит с Китаем. Ещё одним подтверждением крепких связей двух государств являются инвестиции Сингапура в промышленность Китая, например промышленный парк Сучжоу и финансовая помощь в 2008 году для устранения последствия и поддержки населения Китая после Сычуаньского землетрясения.

### Отношения с Тайванем
В течение британского правления, вплоть до получения независимости от Малайзии в 1965 году, Сингапур и Китайская Республика (Тайвань) имели дипломатические отношения, которые продолжились и после провозглашения независимости.
В 1990 году, когда установились дипломатические отношения с КНР, Сингапур хотел сохранить хорошие отношения с Тайванем и вёл серьёзные переговоры по этому поводу с Китаем. На протяжении некоторого времени после получения независимости Сингапуром и до учреждения Китайской Республики неформальные отношения между двумя сторонами сохранялись: у Тайваня было представительство в Сингапуре, который, в свою очередь, имел торговое представительство на Тайване. Основные направления сотрудничества: военная кооперация и оборона (например, сингапурские военные базы располагались на Тайване для проведения совместных учений).
Несмотря на все разногласия между КНР и Китайской Республикой, Сингапур всегда стремился сохранить отношения с Тайванем, чтобы показать свой нейтралитет к такого рода напряжённости. Хотя он официально поддерживает политику «единого Китая», также Сингапур — единственное государство, до сих пор имеющее свои военные базы на Тайване и отправляющее свои войска на остров для ежегодных учений.

### Отношения со странами Европы
Сингапур имеет дипломатические отношения с Бельгией, Данией, Францией, Германией, Грецией, Италией, Турцией, Нидерландами, Румынией, Россией, Украиной, Великобританией и другими.

### Борьба против пиратства
В августе 2005 года Малайзия, Индонезия и Сингапур достигли соглашения проводить совместные антипиратские патрули в проливе Малакка для лучшего обеспечения безопасности на одном из самых главных морских путей. Позже к ним присоединился Таиланд.

## География

Сингапур расположен на 63 островах, включая остров Сингапур, или Пулау-Уджонг. В султанат Джохор в Малайзии ведут два главных искусственных пути сообщения: дамба Сингапур-Джохор на севере и «Второе соединение» на западе (между Туасом в Сингапуре и Танджунг Купангом в Джохоре). Острова Джуронг, Пулау-Теконг, Пулау-Убин и Сентоза — крупнейшие из прочих островов Сингапура. Самая высокая естественная точка — холм Букит-Тимах высотой 166 метров.
В процессе реализации проектов намыва земли площадь Сингапура была увеличена с 581,5 км2 в 1960-х до 735,6 км² на июнь 2024 года; эта площадь может вырасти ещё на 100 км2 до 2030 года. Некоторые проекты используют слияние меньших островов намывом земли, чтобы создать больший и более функциональный остров, как было с островом Джуронг. 5 % земли Сингапура считаются заповедниками. Из-за урбанизации исчезли главным образом тропические леса. Природный заповедник Букит-Тимах — единственный значительный оставшийся тропический лес.

### Климат
Город находится почти на экваторе, поэтому температурные колебания климата минимальны. Средняя температура января на 2 °C ниже средней температуры июня (соответственно самого холодного и самого жаркого месяцев). Климат экваториальный. Осадков выпадает всегда много, от 170 до 250 мм в месяц. Самая низкая температура в городе составляла +20 °C (ноябрь), самая высокая — +36,1 °C (март и май). Среднегодовой минимум составляет +25 °C, а среднегодовой максимум +31,1 °C. Отклонения от указанных температур возможны, однако палящая жара бывает относительно редко; похолоданий ниже +20 °C не бывает.
| Показатель                                      | Янв. | Фев. | Март | Апр. | Май  | Июнь | Июль | Авг. | Сен. | Окт. | Нояб. | Дек. | Год  |
| ----------------------------------------------- | ---- | ---- | ---- | ---- | ---- | ---- | ---- | ---- | ---- | ---- | ----- | ---- | ---- |
| Абсолютный максимум, °C                         | 33,5 | 35,2 | 36,1 | 35,1 | 36,1 | 34,3 | 33,9 | 34   | 34,6 | 34,6 | 34,1  | 33,9 | 36,1 |
| Средний суточный максимум, °C                   | 29,9 | 31   | 31,4 | 31,7 | 31,7 | 31,5 | 31   | 31,1 | 31,1 | 31,4 | 30,8  | 30   | 31,1 |
| Средняя температура, °C                         | 26,5 | 27,1 | 27,6 | 28   | 28,3 | 28,3 | 27,9 | 27,9 | 27,8 | 27,7 | 27    | 26,5 | 27,6 |
| Средний суточный минимум, °C                    | 24,3 | 24,7 | 25   | 25,4 | 25,8 | 25,7 | 25,2 | 25,2 | 24,9 | 24,8 | 24,4  | 24,1 | 25   |
| Абсолютный минимум, °C                          | 21,6 | 21   | 20,2 | 21,4 | 21,8 | 21,5 | 20,5 | 21,1 | 21,2 | 21   | 20    | 20,5 | 20   |
| Норма осадков, мм                               | 248  | 119  | 186  | 170  | 178  | 141  | 174  | 165  | 153  | 159  | 282   | 332  | 2307 |
| Температура воды, °C                            | 26   | 27   | 29   | 30   | 31   | 31   | 30   | 30   | 30   | 30   | 28    | 27   | 29   |
| Источник: Погода и климат, Туристический портал |      |      |      |      |      |      |      |      |      |      |       |      |      |

## Государственный строй
Сингапур — парламентская республика. Исполнительная власть принадлежит кабинету министров во главе с премьер-министром, президент выполняет больше представительную роль, но в отдельных случаях может наложить вето на критические решения.
В Сингапуре с 1965 года политически доминирует Партия «Народное действие» (англ. People’s Action Party, PAP). Критики называют Сингапур де-факто однопартийной страной и обвиняют Народное действие в подавлении оппозиции. Тем не менее в парламенте представлены члены оппозиционных Рабочей партии и партии «Прогрессивный Сингапур». Другие партии также участвуют в парламентских выборах. Репортёры без границ в 2005 году ставили Сингапур на 140-е место в индексе свободы прессы из 167 стран.
Несмотря на это, правительство Сингапура создало в стране крайне эффективную и прозрачную рыночную экономическую систему. Кроме того, правительство имеет репутацию честного и некоррумпированного, различные исследователи постоянно ставят Сингапур в первую десятку наименее коррумпированных стран в мире и на первое место по отсутствию коррупции в Азии (см. Индекс восприятия коррупции).
Сингапур входит в состав таких международных организаций, как Содружество наций, ООН, Ассоциация государств Юго-Восточной Азии (ASEAN), Азиатско-тихоокеанское экономическое сотрудничество (АТЭС). Дипломатические отношения с СССР (позже Россией) установлены в 1968 году.

## Законодательство
Уровень преступности в Сингапуре — один из самых низких в мире, при этом законы в Сингапуре достаточно суровые (в том числе предусмотрена и применяется смертная казнь). Межэтнические конфликты жёстко караются законом (учитываются даже дискуссии в Интернете).
Некоторые преступления караются битьём палками. Особо жестокие убийства и торговля наркотиками караются смертной казнью через повешение. В период с 1991 по 2004 год было приведено в исполнение 420 смертных приговоров за преступления, связанные с наркотиками — это один из наиболее высоких показателей в мире.
Согласно закону Internal Security Act, для приговора члену триады (мафиозной группировки) достаточно было показаний трёх свидетелей о причастности к триаде. При этом свидетели оставались анонимными (но не для правоохранительных органов), так как в ином случае люди отказались бы давать показания. В результате триады были ликвидированы в Сингапуре.

## Экономика
Преимущества: благоприятный инвестиционный климат, сильные институты, высококонкурентная среда, ведущие места в рейтингах экономической свободы, высокообразованное и дисциплинированное население, один из самых высоких в мире уровней жизни и доходов населения.
Слабые стороны: зависимость от импортных поставок почти всего продовольствия, воды и энергии. Дефицит территории.

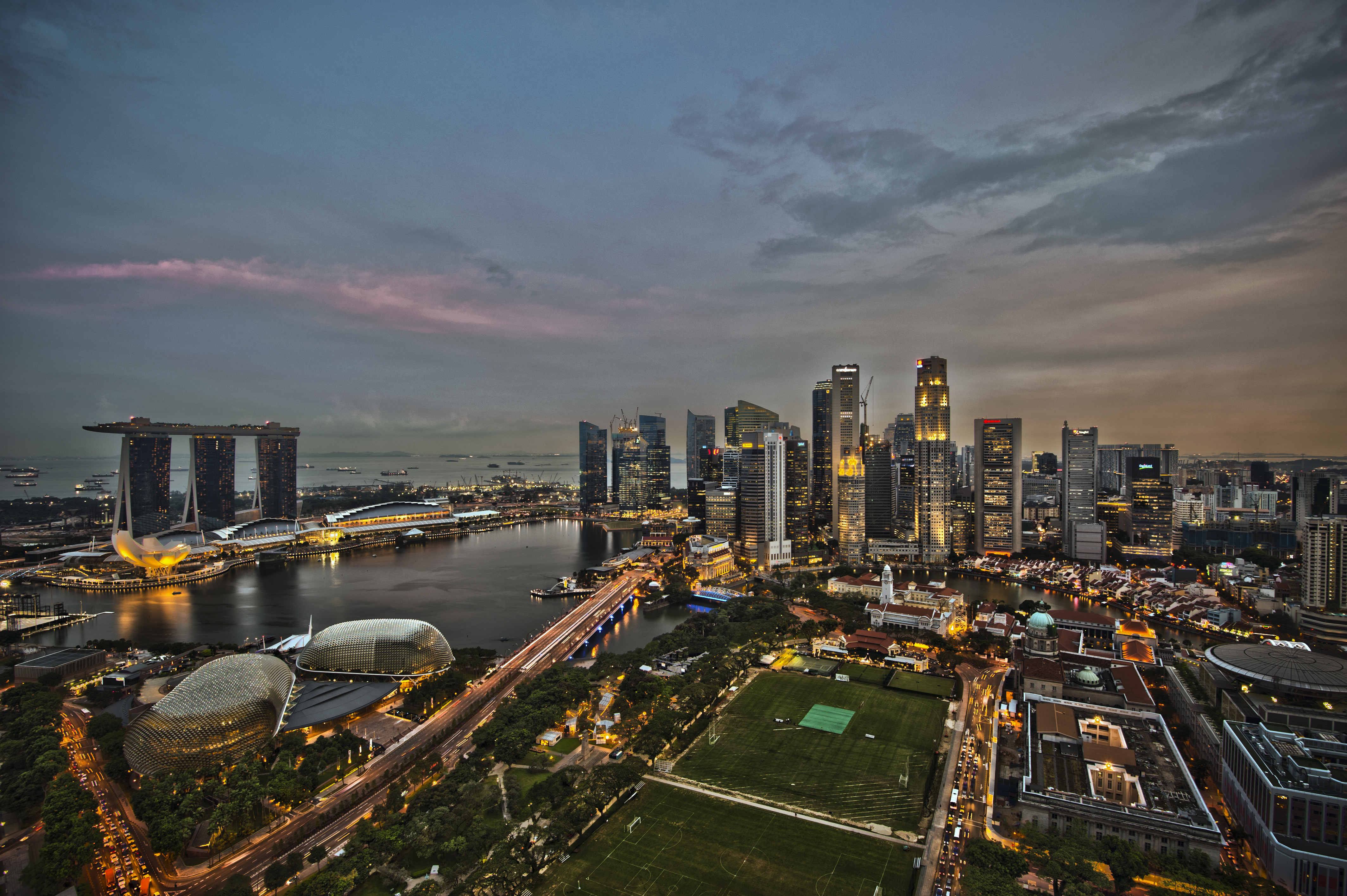
Панорама города

Сингапур — высокоразвитая страна с рыночной экономикой и низким налогообложением, в которой важную роль играют транснациональные корпорации. Валовой национальный продукт на душу населения — один из самых высоких в мире (в 2015 году — 85 тыс. долл. США по паритету покупательной способности). В рейтинге конкурентоспособности ВЭФ экономика Сингапура заняла в 2018 году 2-е место (для сравнения: в 2008 году — 5-е место из 134 стран). По версии бизнес-школы IMD, экономика Сингапура является самой конкурентоспособной в мире.
Сингапур привлекателен для инвесторов из-за низких налоговых ставок. Всего в Сингапуре 5 налогов, из которых один налог на прибыль, один — налог на заработную плату. Суммарная ставка налогов 27,1 %. Занимает 5-е место в рейтинге налоговых систем мира. Всего 4 вида импортных товаров подлежат налогообложению при ввозе: спиртные напитки, табачные изделия, нефтепродукты и автомобили.
Сингапур причисляют к восточноазиатским тиграм за быстрый скачок экономики до уровня развитых стран. В стране развиты производства электроники, судостроение, сектор финансовых услуг. Один из крупнейших производителей CD-приводов. Ведутся масштабные исследования в области биотехнологий.
Сингапурский холдинг Raffles владеет международной сетью отелей Swissotel.
Экономика сильно зависит от экспорта, особенно в области бытовой электроники, информационных технологий, фармацевтики. Сингапур — крупнейшая торговая держава региона. Объём внешней торговли (2008) — около 455,3 млрд долл. США.
Экспорт — 235,8 млрд долл., в том числе продукция электронной и электротехнической промышленности, потребительские товары, продукты переработки натурального каучука, нефтепродукты. В основном направлялся в Малайзию (12,9 %), Гонконг (10,5 %), Индонезию (9,8 %), Китай (9,7 %), США (8,9 %), Японию (4,8 %), Таиланд (4,1 %) (2007 г.).
Импорт — 219,5 млрд долл.: машины и оборудование, топливо, химические товары, продовольствие. Главные партнёры по импорту: Малайзия (13,1 %), США (12,5 %), Китай (12,1 %), Япония (8,2 %), Тайвань (5,9 %), Индонезия (5,6 %), Южная Корея (4,9 %) (2007).
В 2001 Сингапур испытывал экономические трудности в связи с мировым кризисом в области технологий. В 2005 экономика поднялась снова.
Реальный рост ВВП за период между 2004 и 2007 годах составлял в среднем 7 %, но снизился до 1,2 % в 2008 году в результате глобального финансового кризиса. Инфляция — 2,3 % (2008 г.). Безработица в 2008 году составила 2,2 % (в 2005 — 3,3 %).
В 2010 году рост ВВП составил 15,2 %, однако в последующие годы снизился до 2-5 %.

### Транспорт
Сингапурский порт принадлежит к числу крупнейших портов мира, а по многим показателям удерживает первое место. Большая часть Сингапура связана автомобильным транспортом, включая острова Сентоза и Джуронг. Другой важной системой является железнодорожный транспорт, включающий системы легкорельсового транспорта и метро. Сингапур соединен с Малайзией двумя мостами; Аэропорт Чанги играет важную роль в соединении с внешним миром.

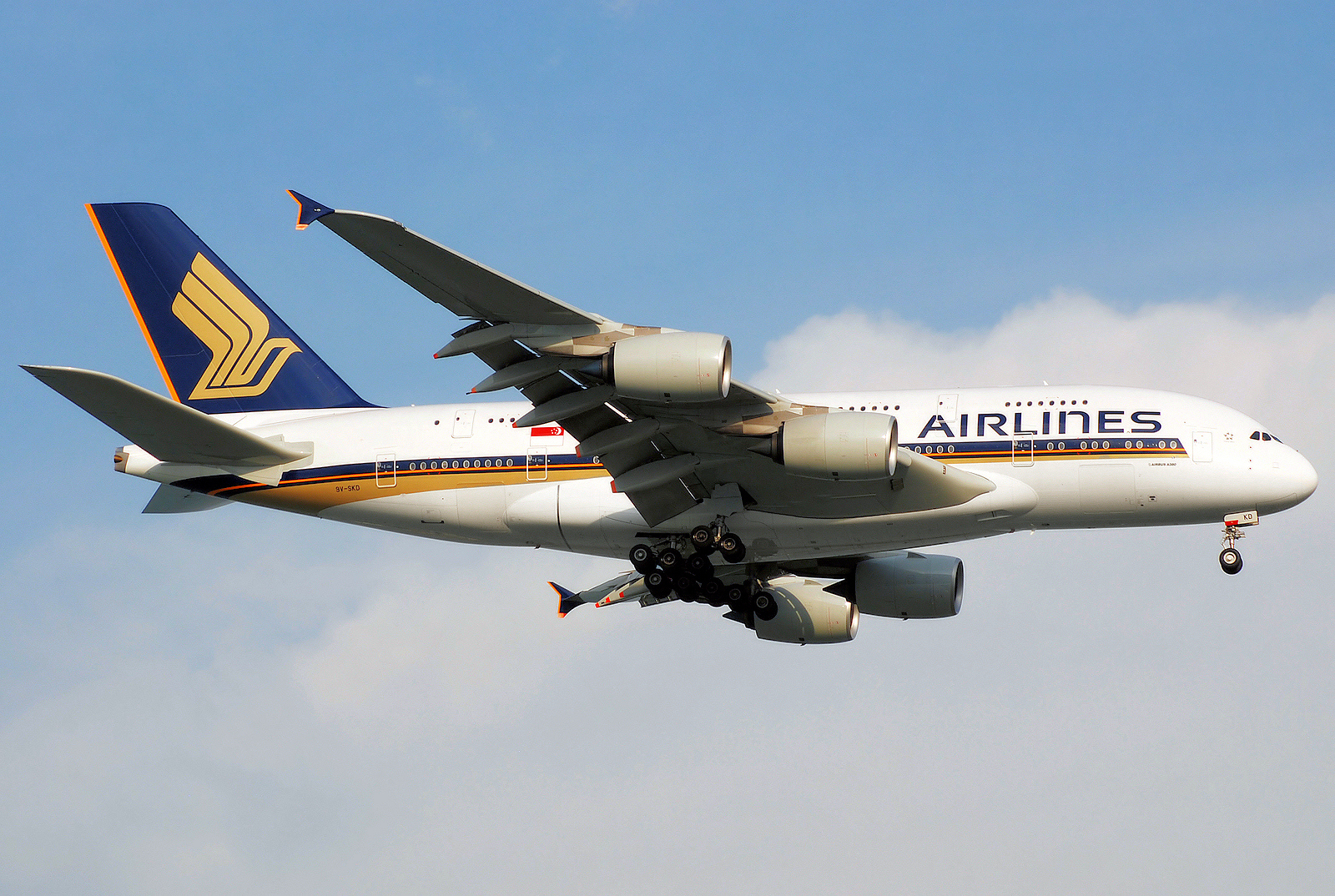
Airbus A380 Сингапурских авиалиний

#### Авиационный
Крупнейший аэропорт в Сингапуре — Международный аэропорт Чанги. Он является крупным авиационным хабом в Юго-Восточной Азии, пассажирооборот — свыше 36 млн человек в год, грузооборот — свыше 1,9 млн тонн. Находится в районе Чанги в 17,2 км на северо-восток от коммерческого центра и занимает пространство в 13 квадратных километров. Аэропорт является хабом для основного перевозчика Сингапура — Сингапурских авиалиний. Авиакомпания является членом Star Alliance.

## Административно-территориальное деление
Административно страна разделена на 5 округов.

## Налоги
С 2003 года в Сингапуре действует одноуровневая система налогообложения компаний, при которой доходы облагаются только на уровне компаний (ранее действовавшая импутационная система налогообложения, при которой из налоговой обязанности компании вычиталась налоговая обязанность акционера, получающего дивиденды, отменена). Дивиденды, полученные учредителями-резидентами Сингапура, полностью освобождаются от налогообложения.
Налогооблагаемая прибыль компании (доходы за вычетом расходов) облагается по единой ставке 17 процентов, вне зависимости является компания местной или иностранной (Закон Сингапура о налоге на прибыль). Доход сингапурской нерезидентной компании, полученный из иностранных источников, и не переведённый в Сингапур, вообще не подлежит налогообложению подоходным налогом. Перевод прибыли в Сингапур означает как перевод средств на счета компании в Сингапуре и ввоз в виде наличных, так и приобретение на эту прибыль имущества в Сингапуре либо имущества, которое будет ввезено в Сингапур, а также погашение из прибыли обязательств, возникших из правоотношений в Сингапуре. По этому принципу территориальности налоговая система похожа на системы Гибралтара и Гонконга, хотя и имеет некоторые отличия.
Помимо корпоративного подоходного налога и налога на товары и услуги, сингапурские компании уплачивают налог на имущество, а также гербовые сборы. Налоговое администрирование осуществляется Службой внутренних доходов Сингапура.
Налоги на недвижимое имущество для физических лиц составляют 3.7 % от потенциальной стоимости аренды (для собственников, проживающих в своём доме) и 10 % для жилья, сдающегося в аренду.

## Население

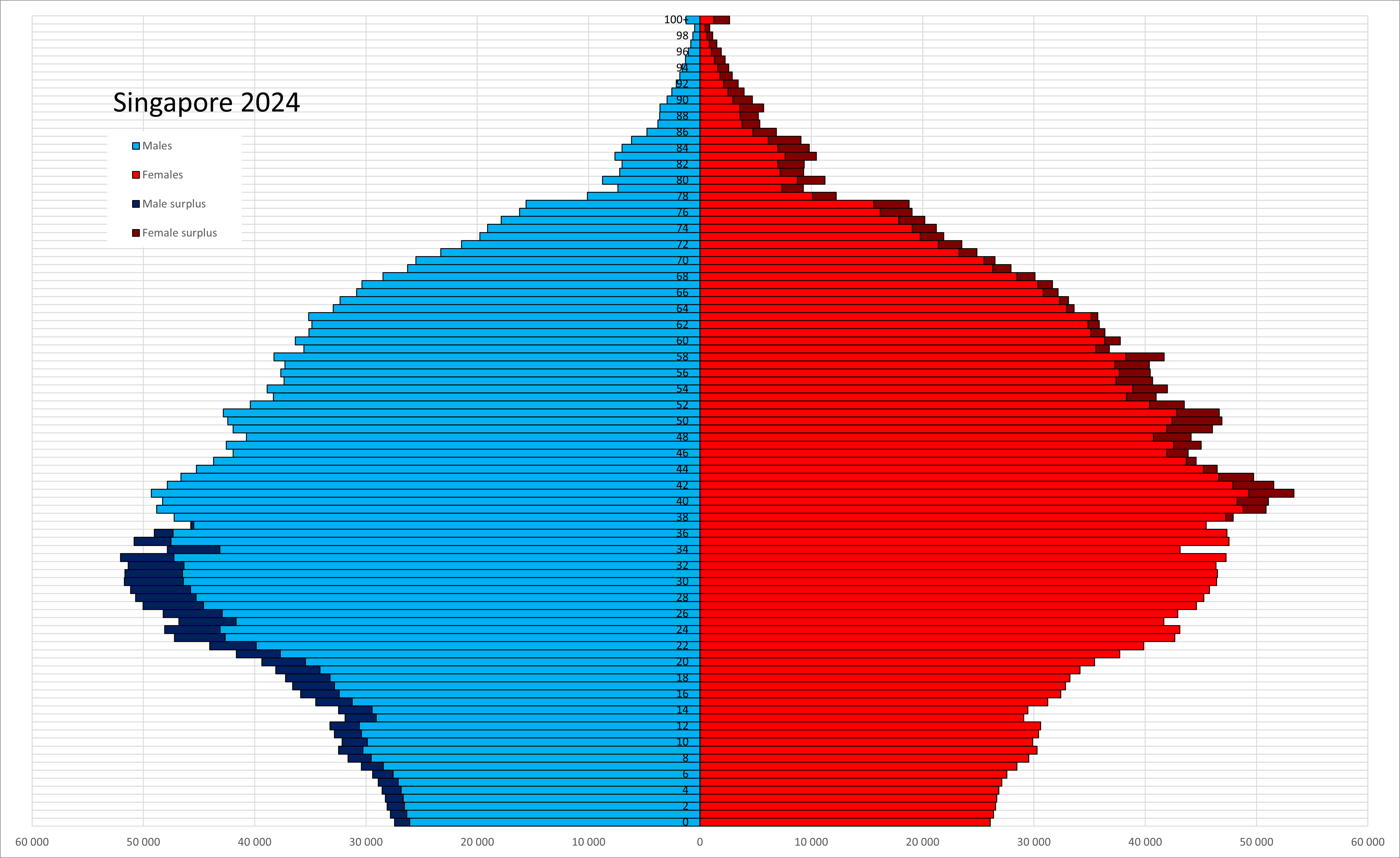
Возрастно-половая пирамида населения Сингапура на 2024 год

Сингапур — вторая в мире страна по плотности населения после Монако. Его население, по состоянию на июль 2021 года, составляет 5 866 139 человек (в 2005 году — 4,3 миллиона) и отличается по национальному составу от соседней Малайзии.
По состоянию на 2020 год, большинство населения составляют китайцы — 74,3 %. Малайцы разного происхождения составляют 13,5 %. Выходцы из Индии составляют 9 %, большинство из которых — тамилы, в меньшем количестве — малаяли, пенджабцы и бенгальцы. Остальные 3,2 % состоят из совершенно разных небольших этнических групп: англичане, арабы, евреи, тайцы, армяне и т. д., японцы и метисы (евроазиаты). По состоянию на 2019 год, по оценкам ООН, в Сингапуре проживало 2,2 миллиона иммигрантов, или 37,1 % населения страны.

#### Языки
Национальным языком Сингапура по историческим причинам является малайский, и государственный гимн Majulah Singapura исполняется на нём. Кроме малайского, официальными языками государства являются севернокитайский (华语; хуаюй), тамильский и английский. С момента обретения независимости власти и официальные учреждения всё больше и больше пользуются английским языком. Многие объявления, газеты и издания печатаются только на английском и китайском (севернокитайском).
Исторически китайские иммигранты делятся на несколько групп и используют несколько диалектов, настолько различных, что их носители друг друга не понимают: это хоккиен, или хок-кьень (福建話; Fújiànhuà, фуцзяньский или южноминьский), юэ, или кантонский (粤语, Yueyu), хокчу (福州話, fuzhouhuà, фучжоуский), чаошаньский (潮州话, Cháozhōuhuà, англ. Teochew), хакка (客家话, Kèjiāhuà) и хайнаньский (海南話, Hǎinánhuà). Широкомасштабная кампания «Speak Mandarin Campaign» „Говорите только по-севернокитайски“ была проведена для объединения носителей всех диалектов китайского языка, на которых говорят в Сингапуре.
Внедрённый через школы английский язык приобрёл также уличную форму — так называемый «синглиш» (англ. Singlish), к которому ещё можно добавить смешанный малайско-английский язык «манглиш». Тем не менее сингапурская литература и официальные учреждения пользуются нормативным английским.
Доля жителей Сингапура, использующих английский язык дома в качестве основного языка, выросла с 32 % в 2010 году до 48 % в 2020 году. Таким образом, английский язык стал более распространённым, чем китайский (39 % в 2020 году). На малайском дома разговаривали в 2020 году 9 % населения, на тамильском — всего 2,5 %.

### Религия
Сингапур — многоконфессиональная страна. По состоянию на 2020 год 31,1 % населения исповедуют буддизм, 20 % являются нерелигиозными, 18,9 % придерживаются христианства, 15,6 % — ислама, 8,8 % — даосизма и китайских верований, 5,0 % — индуизма, 0,6 % — прочие. В последние 20 лет росла лишь доля нерелигиозных людей, христиан и мусульман, доля представителей прочих конфессий постепенно уменьшается. Большинство китайского населения следуют традиционным верованиям, сочетающим даосизм, конфуцианство, буддизм и древний анимизм. Большинство мусульман — малайцы, но ислам исповедуют и другие народы. Среди христиан представлены как католичество, так и другие конфессии, в частности, методизм, пресвитерианство, Ассамблеи Бога, Свидетели Иеговы, Армянская Апостольская Церковь, также имеется православная община. Индуизм преобладает среди выходцев из Южной Индии (тамилов, малаяли, каннара и телугу), которые составляют большинство в индийской общине Сингапура. Подавляющее большинство индуистов являются последователями шиваизма (среди тамилов широко распространён культ лингама), остальные — шактизма (особенно малаяли, в Сингапуре представлены подсекты шактизма вамачара и дакшиначара) и вишнуизма. Для местных индуистов характерна слабая приверженность к соблюдению кастовых запретов и ограничений. Есть последователи сикхизма, джайнизма и зороастризма.
Религиозную политику Ли Куан Ю характеризовал следующим образом: «когда Саудовская Аравия стала продвигать ваххабизм, мы, к счастью, не пустили их к нам, начав строить свои мечети. Нам не нужны их деньги или их проповедники». По его словам, это является «вмешательством в дела других стран и попыткой распространения ислама с помощью нефтяных денег», а «ваххабизм отделяет себя от всех остальных и отбрасывает назад, в VII век».

### Национальная политика
Политика «нациестроительства» в условиях Сингапура направлена на создание именно гражданской идентичности «сингапурского Сингапура» — объединение под эгидой сингапурской нации всех этнических групп, составляющих население этого государства. В стране живут четыре основные этнические группы — китайцы, малайцы, индийцы и «прочие».
По словам Ли Куан Ю, Сингапур успешно объединяет «все религии и народы, кроме ислама» (по его наблюдениям, «в других сообществах объединение происходит легче — дружба, смешанные браки и т. д., индийцы с китайцами, китайцы с индийцами, но не у мусульман»). По мнению Ли Куан Ю, новое поколение малайцев более исламизировано в результате «волны, идущей от арабских государств». Как считал руководитель страны, «Последствия — это барьер в обществе, и, думаю, это делается намеренно, ислам стремится отделиться». Иммиграционная политика не поощряла роста доли мусульман в структуре населения, а внутренняя политика стимулировала малайцев использовать английский язык в качестве основного средства общения. По наблюдениям Ли Куан Ю, малайцы, использующие дома английский, нацелены на «преуспевание в обществе» и не подвержены экстремистским идеям.

### Здравоохранение
Сингапур имеет эффективную систему здравоохранения, несмотря на достаточно низкие бюджетные расходы по сравнению с развитыми странами. Всемирная организация здравоохранения помещает Сингапур на шестое место в мире в своём отчёте. Это достигается тем, что свыше 20 % расходов на лечение оплачивается самими пациентами (сверх страховки), которые в результате заинтересованы в экономии средств.
В целом, Сингапур имеет самый низкий уровень детской смертности в мире за последние 20 лет. Средняя ожидаемая продолжительность жизни в Сингапуре — 81 год для мужчин и 85,5 для женщин, по этому показателю страна занимает 4-е место в мировом рейтинге. Почти всё население имеет доступ к качественной воде и канализации. Ежегодно от СПИДа в стране умирает менее 10 человек на 100 000. Высок уровень иммунизации. Показатель ожирения во взрослом возрасте — менее 10 %.
Система здравоохранения основана на трёх принципах «M»:
- «Медифанд» (англ. Medifund) — обеспечивает защиту для тех, кто не может позволить себе медицинское обслуживание;
- «Медисэйв» (англ. Medisave) — обязательная схема медицинских сбережений, которая охватывает около 85 % населения;
- «Медишилд» (англ. Medishield) — схема медицинского страхования, в значительной степени финансируемая государством, для смертельно опасных болезней, требующих дорогостоящего лечения[65].

Государственные больницы в Сингапуре имеют автономию относительно управленческих решений и конкурируют за пациентов. Для лиц с низкими доходами существуют схемы субсидий. В 2008 году система здравоохранения была профинансирована на 31,9 %, что составляет примерно 3,5 % от ВВП Сингапура.

## Культура

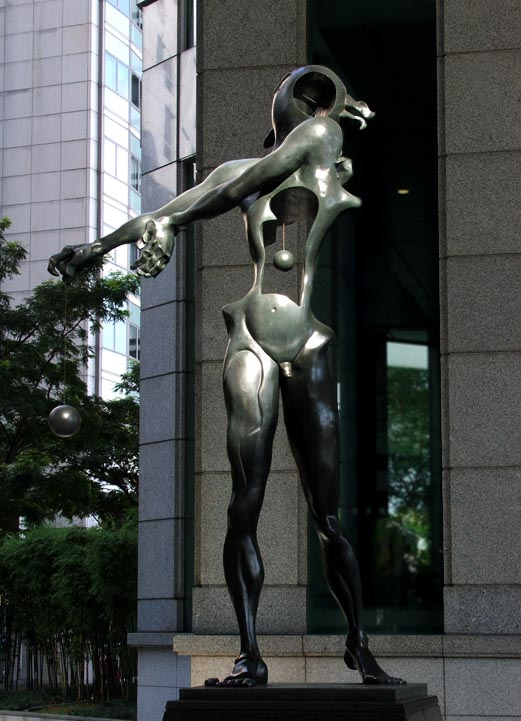
«Ньютон» Дали

Коренное малайское население Сингапура составляет лишь небольшой процент, а большинство — китайские, индийские или арабские иммигранты. В качестве носителей оригинальной культуры иногда выделяют евразийских сингапурцев и перанаканов (потомков китайских иммигрантов и их малайских жён).
Благополучная национальная ситуация привела к диффузии разных культур, и за короткое время возникла присущая только Сингапуру самобытность.
В Сингапуре есть ряд этнических районов, таких как Литл-Индия («маленькая Индия») и «Чайна-таун». Районы появились как результат плана Раффлза по адаптации новых иммигрантов через национальные гетто. Сейчас эти районы утратили своё былое значение, но остаются культурными центрами, где продаются национальные товары и работают национальные рестораны.
Правительство следит за соблюдением принципа толерантности, в том числе за свободой вероисповедания. В Сингапуре имеются несколько индуистских, буддийских и даосских храмов, а также мечетей и христианских церквей. Присутствуют и неортодоксальные религиозные группы.

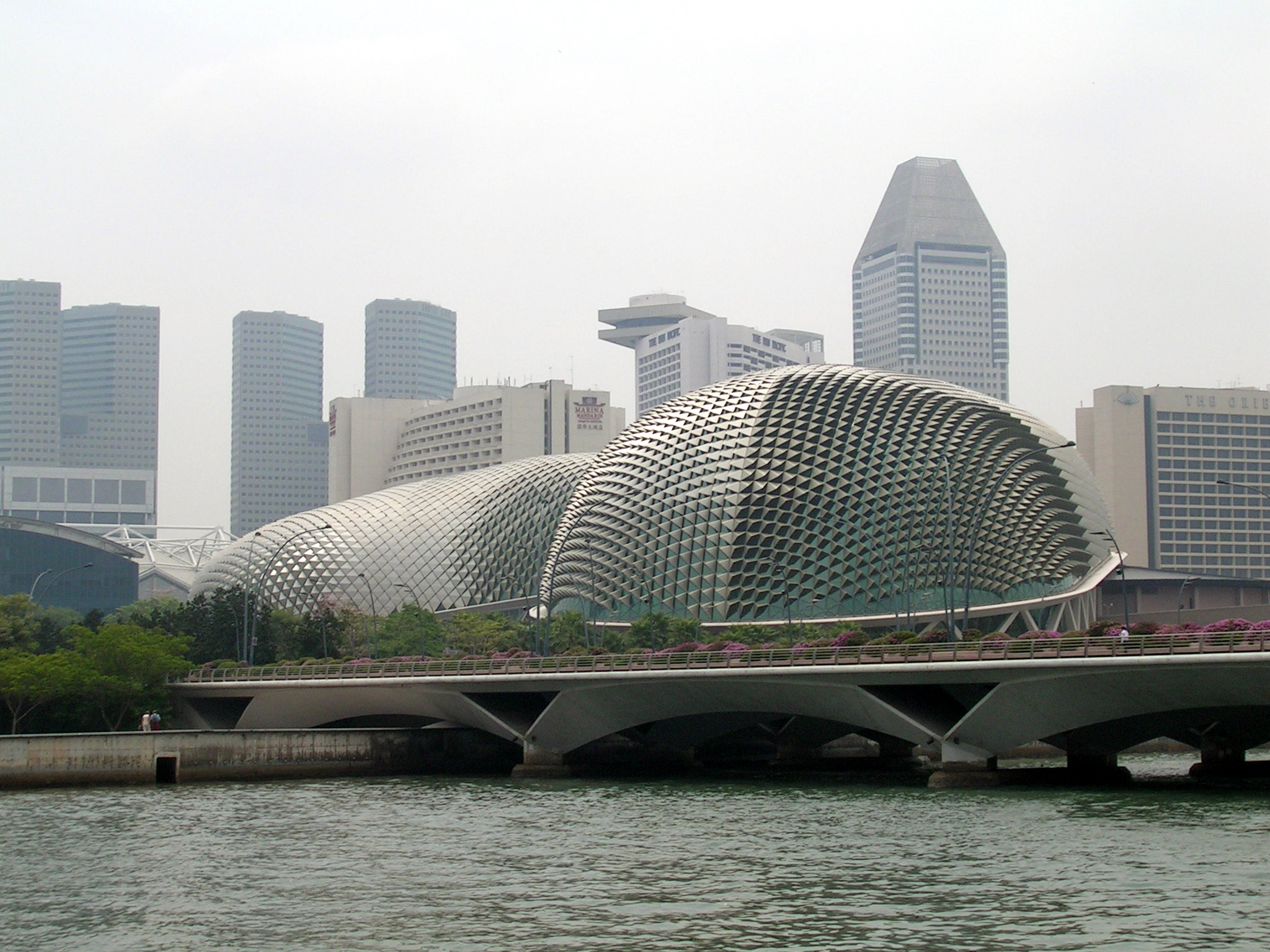
Театр «Эспланада»

Космополитическая направленность сингапурской культуры привела к разнообразию литературы, видов искусства, музыки и театра. Важное место занимают писатели, пишущие на малайском языке: Масури С. Н., Мохамед Наим Даипи, Эунос бин Асах, Асмах Лаили и другие. В 2003 году в Сингапуре был построен и открыт новый театр «Эспланада» (по форме напоминающий местный фрукт дуриан) на большое количество мест, в котором проводятся спектакли и представления. Город украшают многочисленные скульптуры, в том числе «Ньютон» Сальвадора Дали.

### Архитектура

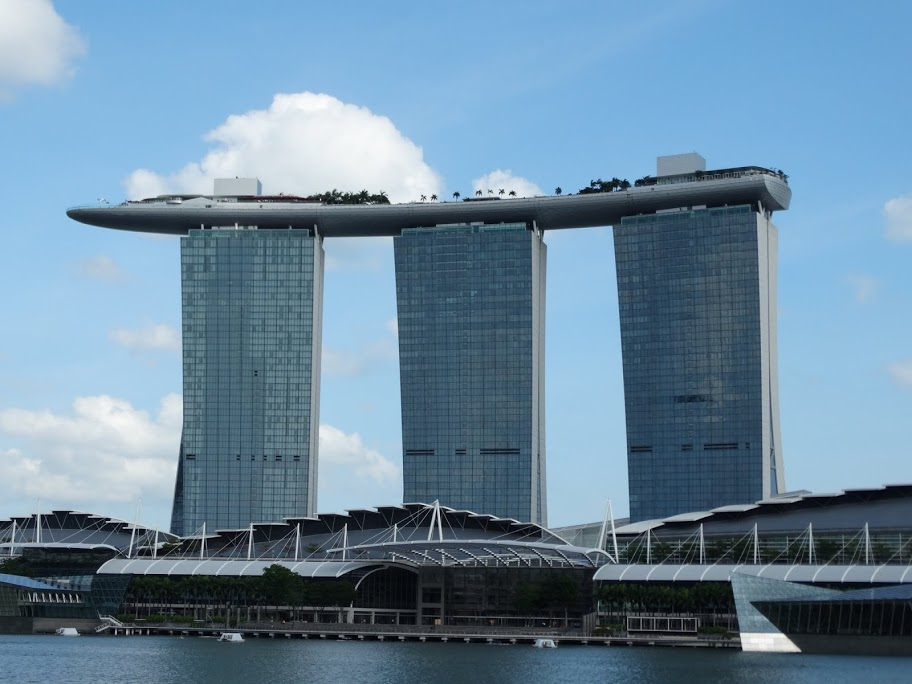
Отель «Марина Бэй Сандс»

### Образование
Сингапур имеет государственную систему образования, одну из лучших в мире. Главным языком обучения принят английский, с целью скрепить многонациональное государство и скорее влиться в глобальный мир. В стране действуют 6 местных вузов, в том числе государственный Национальный университет Сингапура.

### Легенды Сингапура
Мерлайон (англ. Merlion, в другой транскрипции Мерлион) — мифическое животное, родственное грифонам и драконам, — встречается в нескольких художественных традициях. Изображение существа с головой льва и рыбьим хвостом, которое якобы охраняло древний Сингапур, испепеляя его врагов красным огненным взором, можно увидеть в Индии, на стенах в храме Аджанте и Матхуре, на древних этрусских монетах периода эллинизма, а также на гербах английского графства Норфолк, города Манила (Филиппины) и Ост-Индийской компании.
Согласно легенде, давным-давно здесь обитало чудище с головой льва и туловищем рыбы, которое вставало на защиту местных жителей. При виде врага у него загорались глаза красным светом и испепеляли неприятелей. Если был сильный шторм, то он выходил из воды и спасал людей от гибели. И в память о спасителе выстроен фонтан в виде полурыбы-полульва. Его высота 8,6 м, вес 70 тонн и стоимость 165 тыс. сингапурских долларов. Автор-скульптор Лим Нанг Сенг. Построен в 1972 году.
В малайской летописи «Сулалат-ус-салатин» (Малайские родословия) принца малайцев по имени Санг Нила Утама, правившего примерно с 1299 по 1347 годах, сыне индийского принца Раджи Кулана и подводной принцессы. Увидев необычное животное на острове Тамасек (Temasek) что означало «город у моря», принц стал выяснять у своих подчинённых о его названии. Никто не знал, и только один мудрец смог распознать льва (хотя львы здесь никогда не водились). Это так впечатлило принца, что он решил переименовать остров в Сингапур, в честь грациозного животного.

## Достопримечательности
Основные и самые известные достопримечательности Сингапура:
- Аэропорт Чанги[74]
- Статуя Мерлиона (лев-русалка символ города)
- Сингапурский зоопарк, в котором животные содержатся в природных условиях
- Сады у Залива
- Отель-корабль Marina Bay Sands с обзорной площадкой на крыше
- Колесо обозрения
- Оранжереи Flower Dome 1 и Dome 2
- Отель Раффлз
- Пляж Силосо[75]
- Пляж Танджонг
- Заповедник «Букит Тима» — 70 гектаров нетронутого тропического леса
- парк птиц Джуронг, площадью 20 гектаров, где обитает множество тропических птиц.
- Остров развлечений Сентоса — с Universal Studio, Океанариумами, аттракционами для детей и взрослых, с полями для гольфа.
- Набережная Клар-Ки получила название в честь сэра Эндрю Кларка, второго губернатора Сингапура. Вдоль причала тянулись пакгаузы XIX века, принадлежавшие в основном китайцам. В начале 1990-х годов эта зона привлекла внимание градостроителей и была превращена в компактный комплекс магазинов, пабов, плавучих ресторанов и ремесленных лавок. С этой набережной организовываются экскурсии по реке на прогулочных катерах.

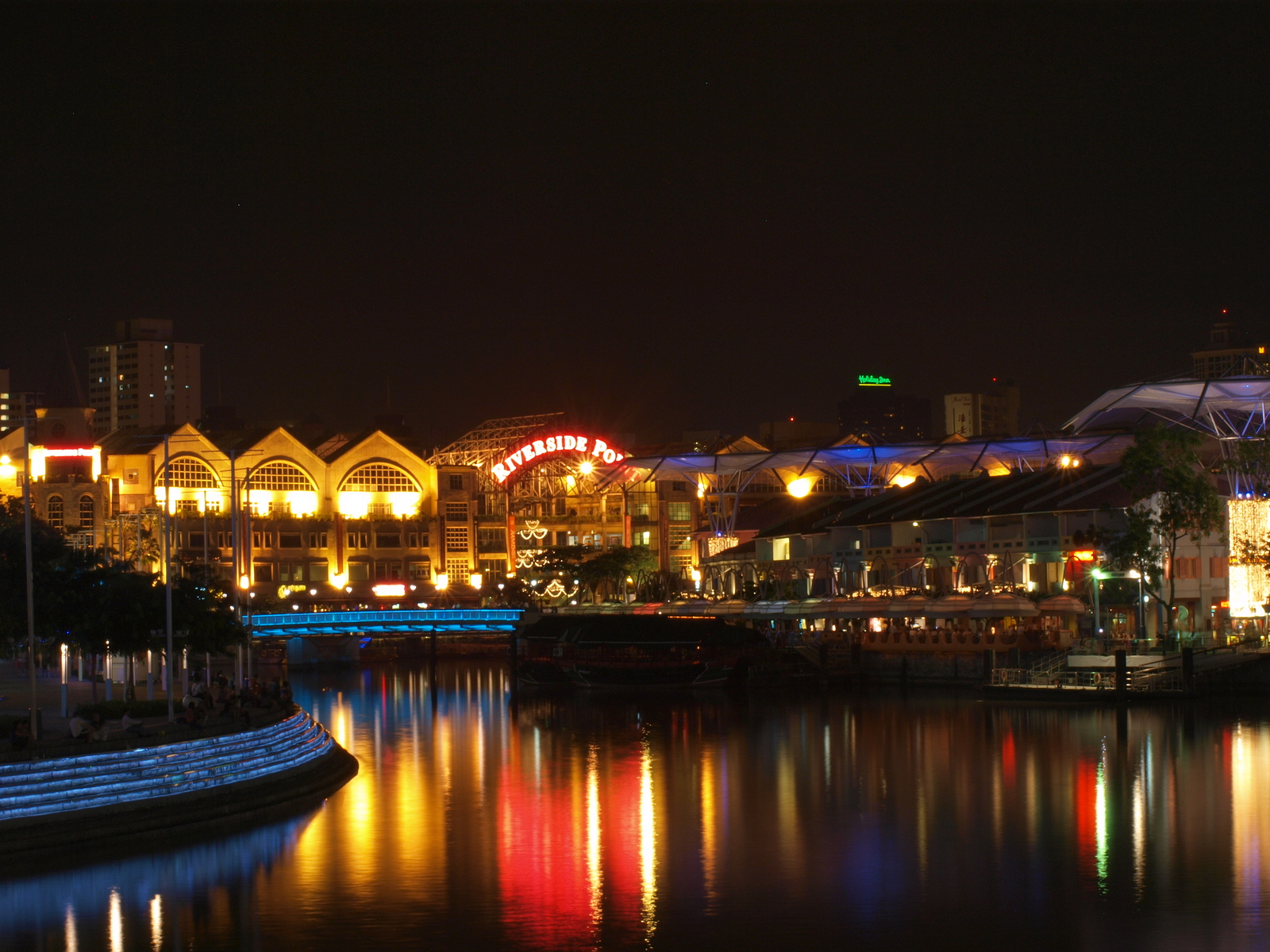
Набережная Клар-Ки
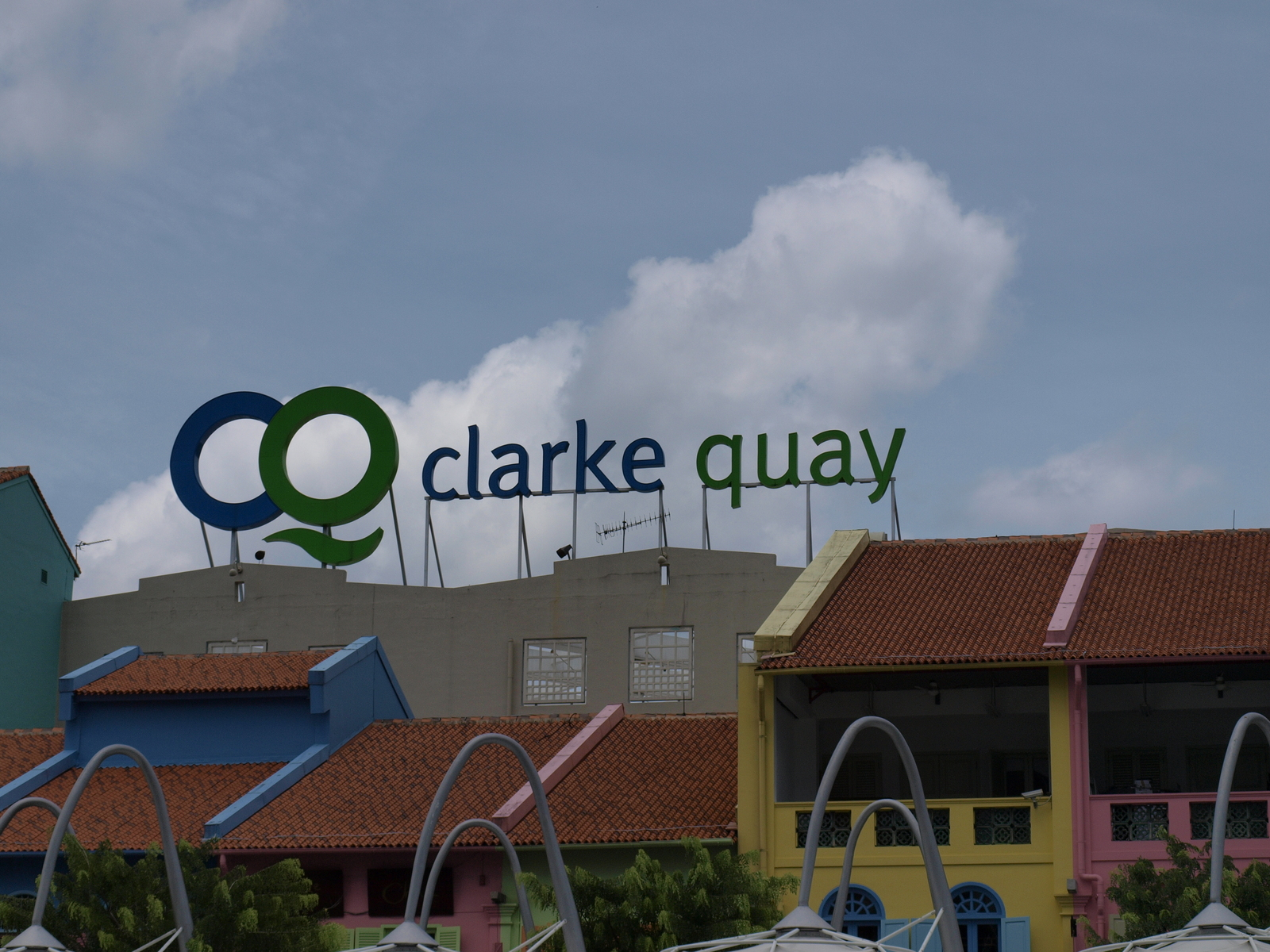
Клар-Ки
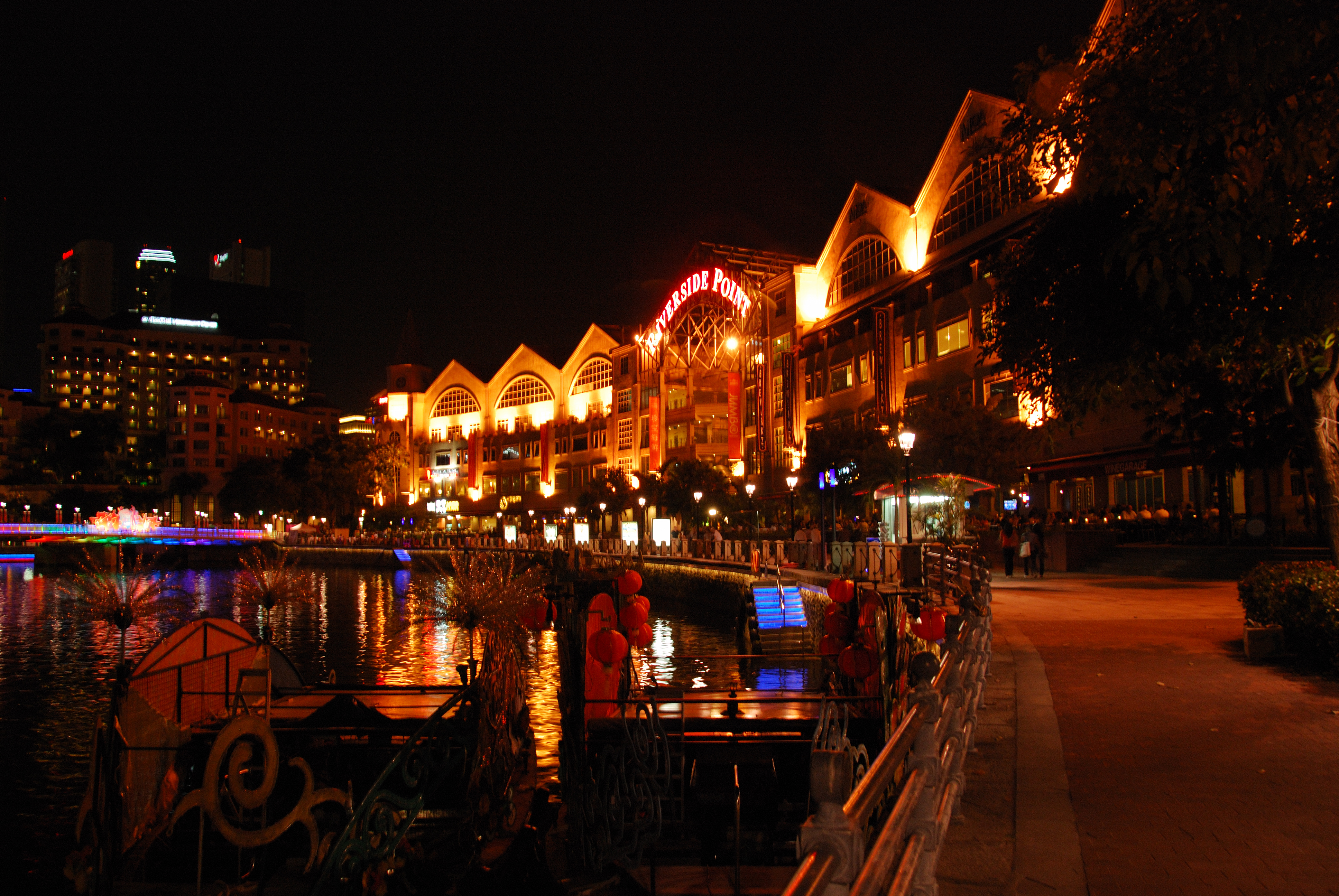
Риверсайд-Пойнт

Сингапур — один из крупнейших международных центров разведения декоративных рыб на экспорт. Наиболее важный, доминирующий вид в экспорте декоративных рыб Сингапура — Poecilia reticulata, другими важными видами являются Pterophyllum scalare, Poecilia latipinna, Poecilia sphenops, Xiphophorus helleri, Xiphophorus maculatus, барбусы, представители семейства харациновых и гурами.
По легенде, первым ступил сюда принц с Суматры, увидевший существо с львиной головой и рыбьим хвостом. Основанное им поселение получило название «Город льва», а мифическому животному возвели храм. Жители Сингапура, чтя традиции, называют свой город «Городом льва и храма».

## Спорт
С 1948 года Сингапур участвует в летних Олимпийских играх.
С 2008 года в Сингапуре проводится ночной этап Формулы-1. Гран-при Сингапура 2008 года стал первым в истории Формулы-1 ночным этапом.
В 2010 году в Сингапуре прошли первые юношеские Олимпийские игры.
В 2014 году в Сингапуре открыт крупнейший в регионе «Национальный стадион», вместимостью 55 тыс. человек.